# 162 هـ
162 هـ هي سنة في التقويم الهجري امتدت مقابلةً في التقويم الميلادي بين سنتي 778 و779.

## مواليد
- محمد بن عبد الله بن عمار
- أحمد السبتي
- إبراهيم بن المهدي
- عبد السلام بن صالح

## وفيات
- إبراهيم بن أدهم
- عباس بن الأحنف
- عبد الرحمن بن حبيب الصقلبي